# SMS S 133
S 133 – niemiecki niszczyciel z okresu I wojny światowej. Trzecia jednostka typu S 131. Okręt wyposażony w trzy kotły parowe opalane ropą. Zapas paliwa 305 ton. Po wojnie przekazany Francji w ramach reparacji wojennych. Wcielony do Marine nationale pod nazwą Chastang. Złomowany w 1934 roku.